# Binton
Binton is een civil parish in het bestuurlijke gebied Stratford-on-Avon, in het Engelse graafschap Warwickshire met 311 inwoners.